# Udar! Jesjjo udar!
Udar! Jesjjo udar! (russisk: Удар! Ещё удар!) er en sovjetisk spillefilm fra 1968 af Viktor Sadovskij.

## Medvirkende
- Viktor Korsjunov
- Valentin Smirnitskij som Sergej Tamantsev
- Galina Jatskina som Zjenja Strumilina
- Boris Bystrov som Anatolij Starodub
- Vladimir Kenigson som Khomutayev